# 琉球ドラゴンプロレスリング
琉球ドラゴンプロレスリング（りゅうきゅうドラゴンプロレスリング）は、沖縄県を中心に活動している日本のプロレス団体。

## 歴史
- 2013年2月11日、ネーブルカデナに常設会場「ネーブルカデナアリーナ」のプレオープンイベント「KADENAバトルフェスタ」でグルクンマスクが琉球ドラゴンプロレスリングを設立することを発表[1][2]。
- 3月24日、グランドオープンしたネーブルカデナアリーナでグルクンマスクが記者会見を行った。
- 4月28日、ネーブルカデナアリーナで旗揚げ戦を開催。
- 2015年12月13日、初の大阪大会をアゼリア大正で開催。
- 2016年5月26日、初の東京大会を新木場1stRINGで開催。
- 2019年12月27日、DRAGONGATEとの業務提携を発表。
- 2021年4月14日、パーソナルトレーニングジム「RYUKYU DRAGON GYM」を開設。
- 2023年4月28日、那覇文化芸術劇場なはーとで旗揚げ10周年記念大会を開催。

## タイトルホルダー
| タイトル             | 保持者                | 歴代   |
| -------------------- | --------------------- | ------ |
| 御万人王座「琉王」   | 美ら海セイバー        | 第16代 |
| 御万人王座「双琉王」 | グルクンマスク YAMATO | 第9代  |

| タイトル         | 覇者           | 年代   |
| ---------------- | -------------- | ------ |
| 我栄トーナメント | ティーラン獅沙 | 2024年 |

## 所属選手
- グルクンマスク
- RYUKYU-DOGディンゴ
- ハイビスカスみぃ
- GOSAMARU
- 美ら海セイバー
- モズク富永
- 首里ジョー
- ティーラン獅沙
- まえだみさき
- K-JAX
- オリオン

## スタッフ

### レフェリー
- 胡屋充治郎

### リングアナウンサー
- トニー田口

## 歴代タイトル
- バトルロイヤル王座「チャンプルー王」

## 歴代所属選手
- クエルボ・ネグロ[3]
- ティーダヒート（現：TiiiDA）[4]
- エル・ゲレーロ・クエルボ[5]
- ポークたま子[6]
- ヒージャー・キッドマン[7]
- シークヮーサー☆Z（現：アストロZ）[8]
- 天願牛丸（現：うしまる）[8]
- 島童風太（現：KANAI）[9]
- ウルトラソーキ[10]

## 歴代スタッフ
- 島マス夫（レフェリー）

## テーマ曲

### オープニング
- DRAGON SOUL（作詞、作曲、歌：きいやま商店）（2017年 - 2020年）
- DRAGON SOUL 2021（作詞、作曲、歌：きいやま商店）（2021年 - ）
- 琉球BEAT（作曲：中澤矢束、うちなーぐちナレーション：沖縄電子少女彩）（2023年 - ）

### エンディング
- Sail with me（作詞、作曲、歌：jujumo）（2021年 - ）